# Tamir Hendelman

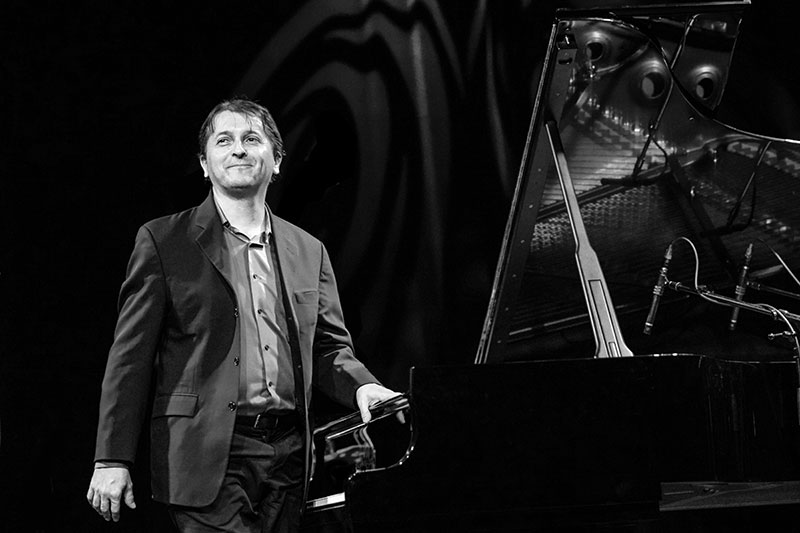
Tamir Hendelman (Aarhus, Dänemark, 2018)

Tamir Hendelman (* 1971) ist ein aus Israel stammender, US-amerikanischer Jazzmusiker (Piano, Arrangement, Komposition) des Modern Jazz.

## Leben und Wirken
Hendelman hatte mit sechs Jahren Klavierunterricht in Tel Aviv; mit zwölf zog er mit seiner Familie in die Vereinigten Staaten. Mit 14 Jahren gewann er die Yamaha National Keyboard Competition, dem Konzerte in Japan und im Kennedy Center folgten. Ab 1988 studierte er am Tanglewood Institute; 1993 erhielt er den Bachelor in Komposition an der Eastman School of Music. Er war zunächst als musikalischer Leiter des Lovewell Institute, einer gemeinnützigen musikpädagogischen Einrichtung tätig; 1996 kehrte er nach Los Angeles zurück, um als Studiomusiker (Pianist und Arrangeur) zu arbeiten. 1999 war er Gastsolist des Henry Mancini Institute Orchestra.
2000 wurde Hendelman Mitglied des Jeff Hamilton Trios, für den er auch arrangierte und zahlreiche Tourneen weltweit unternahm. Ab 2001 spielte er außerdem im Clayton-Hamilton Jazz Orchestra; außerdem tourte er mit Tierney Sutton und der Bill Holman Big Band. Ferner arbeitete er mit Julia Migenes (Alter Ego), Roberta Gambarini (Easy to Love), Jackie Ryan (You and the Night and the Music), Janis Mann (A Perfect Time) und Natalie Cole (Still Unforgettable). 2008 legte er sein Debütalbum Playground (Swing Bros) vor. Mit dem Clayton-Hamilton Jazz Orchestra ist er des Weiteren bei Aufnahmen von John Pizzarelli, Gladys Knight und Diana Krall zu hören. Im Bereich des Jazz war er zwischen 1997 und 2017 an 57 Aufnahmesessions beteiligt, auch mit Andreas Öberg, Greta Matassa, Sandra Booker, Richard Galliano sowie mit Paul McCartney („Only Our Hearts“).

## Diskographische Hinweise
- Destinations (Resonance Records, 2011), mit Marco Panascia, Lewis Nash
- Jeff Hamilton Trio: Red Sparkle (Capri, 2012), mit Christoph Luty
- Charito Meets Tamir Hendleman: American Gold Standards (CT Music, 2016), mit Gilbert Castellanos, Lori Bell, Rickey Woodard, Graham Dechter, John Clayton, Jeff Hamilton
- Jeff Hamilton Trio With Tamir Hendelman, Christoph Luty: Live From San Pedro (Capri 2017)
- Jeff Hamilton Trio: Catch Me If You Can (Capri, 2020)